# Carex ×beckmannii
Hybride
Parent  A  de l'hybridation 
  Carex paniculata 
×

Parent  B  de l'hybridation 
  Carex diandra 
Classification phylogénétique
Carex ×beckmannii est une espèce hybride du plantes du genre Carex et de la famille des Cyperaceae.
Elle est issue du croisement de Carex paniculata et de Carex diandra.